# Dyerophytum
Dyerophytum é um género botânico pertencente à família Plumbaginaceae.